# Relatieve chronologie
Een relatieve chronologie is een datering waarbij de chronologie van gebeurtenissen of objecten ten opzichte van elkaar wordt vastgesteld. Als er van een van deze gebeurtenissen een duidelijk ijkpunt is, dan kan mogelijk van het geheel van gebeurtenissen een absolute chronologie worden vastgesteld.
Bij archeologisch en historisch onderzoek naar feiten uit het verleden maakt de geschiedschrijver gebruik van bronnen. In verband met de objectiviteitskritiek van de gebruikte bronnen is het van groot belang deze te dateren. Nu kan het gebeuren dat deze bronnen of getuigenissen niet exact kunnen gedateerd worden (absolute datering). Ook in dit geval is het toch van belang een relatieve datering te bepalen.

## Geografie
Relatieve datering vindt in de geologie, stratigrafie, archeologie en paleontologie plaats door middel van top-bottomcriteria en gidsfossielen, waarmee wordt bepaald welke aardlaag boven ligt (jonger is). Andere technieken maken gebruik van een ongedateerde gebeurtenis die in meerdere lagen is vast te stellen. In de paleo-ecologie worden met behulp van typologie bijvoorbeeld verschuivingen in het voorkomen van soorten pollen (palynologie), foraminiferen of andere fossielen aangewezen als zulke gebeurtenissen. Ook lagen van vulkanische as door een vulkaanuitbarsting (tefrochronologie) of verschuivingen in stabiele isotopenverhoudingen kunnen worden gebruikt als zo'n gebeurtenis.

## Archeologie
Binnen de archeologie worden periodes wel onderverdeeld aan de hand van de gevonden materialen. De eerste onderverdeling is die op basis van de belangrijkste grondstoffen:
- steentijd;
- kopertijd;
- bronstijd;
- ijzertijd.

Dit systeem, zonder de kopertijd, staat bekend als het drieperiodensysteem. Deze periodes worden veelal verder onderverdeeld in vroeg, midden en laat of paleo, meso en neo.
Ook deze periodes worden onderverdeeld, onder meer op basis van keramiek en dan vooral aardewerk. Dit is veelal in grote hoeveelheden aanwezig en verweert nauwelijks. Daarnaast veranderden zowel de stijl als de technologie relatief snel, wat datering vereenvoudigt. Een andere onderverdeling is die op basis van architectonische verschillen van paleizen. Zo komen beide voor in de Minoïsche chronologie. Hier worden vroeg, midden en laat verder onderverdeeld in I, II en III en zelfs met toevoegingen A en B.
Niet alleen archeologische vondsten, maar ook historische bronnen worden gebruikt om een relatieve chronologie vast te stellen. Zo zijn koningslijsten van groot belang bij het vaststellen van de chronologie van het Nabije Oosten en de Egyptische chronologie.

## Filologie
In de filologie vindt relatieve datering plaats bij het vaststellen van de volgorde van veranderingen in talen, zoals klankverschuivingen.

## Termini
Bij datering wordt wel gewerkt met tijdslimieten (bovengrens en ondergrens) of (in het Latijn) termini:

### Terminus post quem
Terminus post quem (ook wel terminus a quo) is een ondergrens van een onbekend tijdstip, dus vanaf wanneer het kan zijn.
Voorbeelden:
- bewezen kan worden dat de Historia Augusta als bron onder meer het werk van Ammianus Marcellinus heeft gebruikt. Aangezien het werk van deze auteur gepubliceerd werd in 392 na Chr., is dat jaar de terminus post quem voor de eindredactie en de publicatie van de Historia Augusta;
- toen bij opgravingen in een houten koffertje een muntstuk met de beeltenis van koning Lodewijk XI van Frankrijk werd aangetroffen, kon met zekerheid 22 juli 1461 als terminus post quem voor de vervaardiging van het muntstuk worden aangenomen, omdat Lodewijk op die datum koning is geworden. Overigens geldt dit niet voor het koffertje, omdat het ouder zou kunnen zijn.

### Terminus ante quem
Terminus ante quem (ook wel terminus ad quem) is een bovengrens van een onbekend tijdstip, dus wanneer het uiterlijk kan zijn.
Voorbeelden:
- Toen bij opgravingen te Pompeï een papyrusfragment werd ontdekt in de aslaag van de vulkaanuitbarsting van 79 na Chr., kon voor deze bron met zekerheid 24 augustus 79 als terminus ante quem vastgesteld worden, aangezien de Vesuvius op deze datum uitbarstte.
- Toen uit een niet gedateerde bron terloops bleek dat koning Karel I van Engeland nog in leven was op het ogenblik dat het getuigenis werd geschreven, was 30 januari 1649 de terminus ante quem, aangezien de koning op die datum werd terechtgesteld.